# Oosters schildmos
Oosters schildmos (Flavopunctelia flaventior) is een korstmossoort uit de familie Parmeliaceae.

## Determinatie
Oosters schildmos is een bladvormig korstmos. Het thallus heeft doorgaans een diameter van 4-10 cm met uitschieters naar 13 cm. De kleur is groengeel tot geelgroen. Apotheciën komen zelden voor. Indien aanwezig zijn ze donker roestbruin met een lichtere rand. Het vertoont de volgende kenmerkende kleurreacties: K+ (geel) en C+ (rood). 

## Verspreiding
Het verspreidingsgebied van oosters schildmos strekt zich uit over Azië, Europa, Oost-Afrika, Noord-Amerika en Zuid-Amerika. In Nederland is oosters schildmos zeer zeldzaam. Het staat op de Nederlandse Rode Lijst in de categorie bedreigd.